# Krasnaja Polana (obwód saratowski)
Krasnaja Polana (ros. Красная Поляна) – wieś (sieło) w Rosji, w obwodzie saratowskim, w rejonie marksowskim. W 2021 liczyła 281 mieszkańców.